# Indicador de la mel bigotut
L'indicador de la mel bigotut (Indicator exilis) és una espècie d'ocell de la família dels indicatòrids (Indicatoridae) que habita la selva humida de Guinea Bissau, Sierra Leone, Libèria, Costa d'Ivori, Ghana, Togo, Nigèria, sud de Camerun, Guinea Equatorial (incloent Bioko), el Gabon, República del Congo, República Centreafricana, el Sudan del Sud, Uganda, Ruanda, oest de Kenya, nord-oest de Tanzània, centre d'Angola, nord-oest de Zàmbia i sud i est de la República Democràtica del Congo.